# František Horečka
František Horečka (25. března 1894 Frenštát pod Radhoštěm – 25. února 1976 Nový Jičín) byl moravský spisovatel a malíř, valašský vlastivědný pracovník, regionální literární historik.

## Život

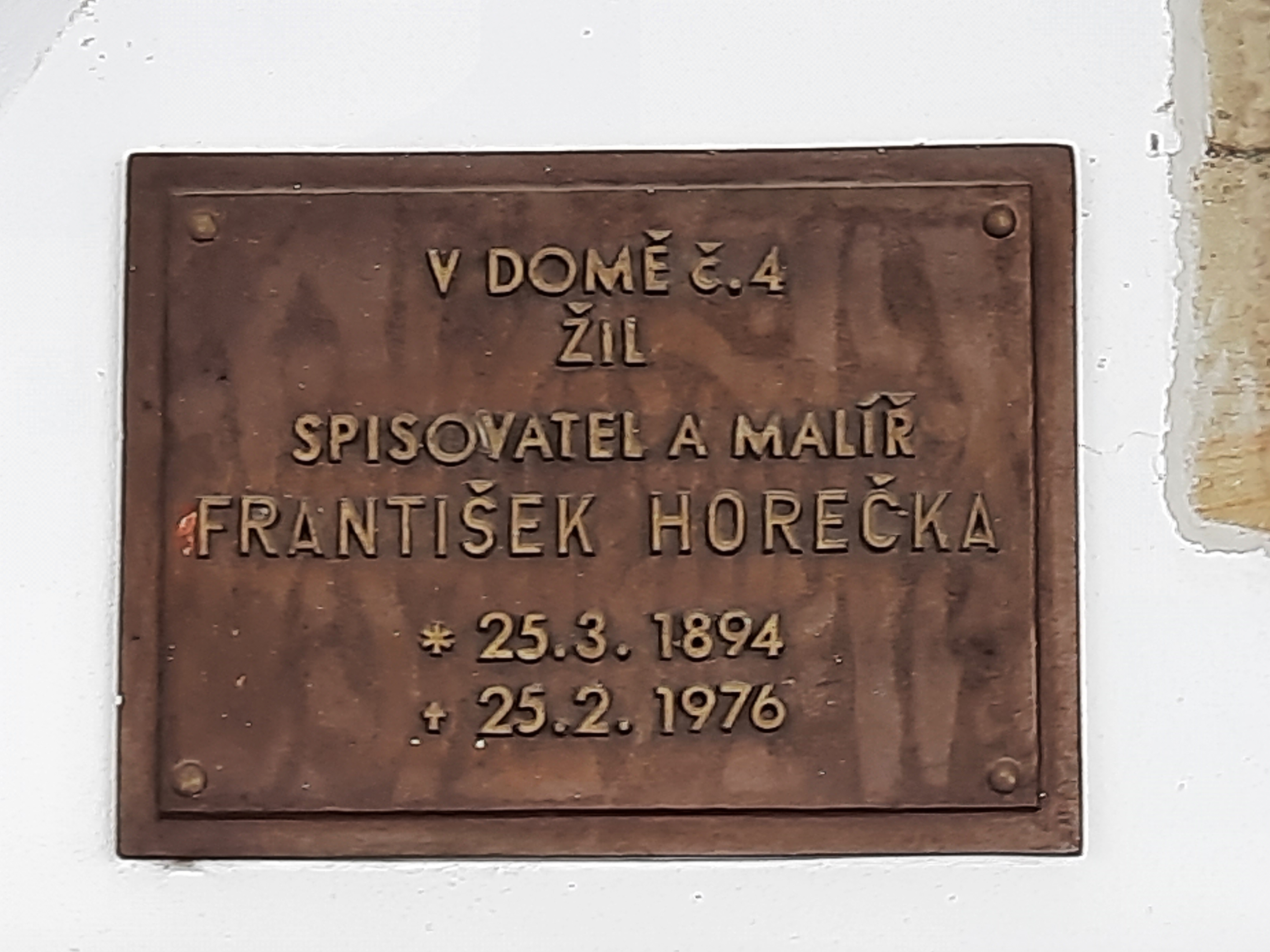
Pamětní deska Františka Horečky na domě č. 4 na náměstí Míru ve Frenštátu

Narodil se v rodině obuvníka ve Frenštátě Rajmunda Horečky a jeho manželky Terezie, rozené Krištofové. Dne 27. prosince 1924 se v Tiché oženil s Julií Fialovou. Jejich syn Svatopluk Horečka (1929–2006) byl redaktor a překladatel.
Vystudoval učitelský ústav v Příboru, učitelské povolání vykonával v Kunčicích pod Ondřejníkem a v Tiché u Frenštátu. Do první světové války byl povolán v roce 1915, sloužil na haličské a italské frontě. Po propuštění z vojenské služby učil na různých místech, naposledy ve Frenštátě pod Radhoštěm, kde žil i po odchodu do důchodu.
Ve většině svého díla se František Horečka věnoval Valašsku. Drobné práce Františka Horečky se objevovaly např. v ostravském měsíčníku Černá země a Lidových novinách V letech 1928–1948 byl členem Moravského kola spisovatelů.
František Horečka byl též příležitostný malíř. Příklady spisovatelů, kteří byli současně malíři, rozvedl ve studii zveřejněné v Rozpravách Aventina. V ní také popsal svůj vztah k malířství.

### Zajímavost
Když byla v roce 2013 otevřena schránka, která byla uložena do podstavce sousoší Cyrila a Metoděje na Radhošti v roce 1931, byla v ní nalezena kniha Františka Horečky O památném Radhošti.

## Dílo
- Drsný živel (sloky o božích tvorech; Frenštát pod Radhošťěm, Pospíchal, 1915)
- Za pět minut dvanáct (zápisky ze světové války; Brno, Moravské kolo spisovatelů [MKS], rok vydání neuveden)
- Žena knězova (povídka z východního Haliče; Karlín, Šolc, 1919)
- Pohádky pro velké děti (obálka a dřevoryt Břetislav Bartoš; Praha, Veraikon, 1921. Zobrazení exemplářů s možností jejich objednání
- Sebevrah (hra o třech dějstvích s předehrou; Praha, Koliba, 1923)
- Radhošť, báje a život (verše; Frenštát p. R., Pohorská jednota, 1924)
- Břetislav Bartoš, malíř národní tradice (Brno, Moravský Legionář, 1928)
- Den a noc 'výjev z dějin světla, Praha, Jan Pospíchal, 1928)
- Uloupená věčnost (groteskní román; Brno, Družstvo MKS, 1931?)
- Blesky nad gruněm (Bratři) (hra o třech jednáních s dohrou; Praha, František Švejda, 1936)
- Daň z lásky (příběhy jednoho mládí; Brno, Družstvo MKS, 1936)
- Král smyslů (Frenštát p. R., Klub přátel umění, 1936)
- Hore synku (tři rozpravy o Petru Bezručovi; Frenštát p. R., Moravský východ, 1937)
- Strážce pokladu (k poctě sedmdesátých narozenin Petra Bezruče, dvěma kresbami doprovodil Jožka Baruch; Praha, Jožka Baruch, 1937)
- Jak se mluví pod Radhoštěm (vybral autor ze své sbírky Nářečí na Frenštátsku; Praha, Bohuslav Pavliska, 1939)
- My z hor (dvanáct povídek z krásné země; Brno, MKS, 1939)
- Frenštátský národopis a přírodopis (Frenštát p. R., Městská rada a Národní pomoc, 1940)
- Nářečí na Frenštátsku (pokus o rozbor; abecední seznam slov a rčení, přehlédl a úvodem opatřil František Trávníček; Frenštát p. R., Okresní osvětový sbor, 1941)
- Kouzelná píšťalka (Frenštát p. R., Národní pomoc, 1942)
- Když rozkvétá kapraď (tři pohádky z Bezkyd; Blansko, Karel Jelínek, 1944 )
- Ševci (román o slávě a úpadku jednoho řemesla; Olomouc, Romuald Promberger, 1944)
- Kouzla noci svatojanské (pohádky, ilustrace Vilém Wünsche; Opava, Iskra, Ad. Tománek 1947 a Albatros 1990)
- Ohnivý květ (osm studií o Petru Bezručovi; Brno, Družstvo MKS, 1947)
- Slunko nad Lysou (k 80. narozeninám národního básníka Petra Bezruče; Brno, Zemská osvětová rada, 1947)
- My z hor (doslov Oldřich Rafaj; Ostrava, Krajské nakladatelství, 1962)
- Pohádky letního slunovratu (ilustrace Ilja Hartinger, předmluva Jarmila Glazarová; Ostrava, Profil, 1967)
- ¨¨Frenštátský literární salón (Nový Jičín, Vlastivědný ústav, 1969)
- Samorosty (verše z let 1915–1972; Ostrava, Moravská lyrika, 1972)
- Třínožka s vavřínem (román o slávě a zániku jednoho řemesla; Ostrava, Profil, 1973)
- Tak mluvíme pod Radhoštěm (soubor slov a úsloví z Frenštátska, nově zpracovaný a rozšířený M. Horečkou z "Nářečí na Frenštátsku"; Rožnov pod Radhoštěm, Valašské muzeum v přírodě, 2011)